# چارلی راکسترو
چارلی راکسترو (انگلیسی: Charlie Rackstraw؛ زادهٔ ۲۳ آوریل ۱۹۳۸) بازیکن فوتبال اهل بریتانیا است.
از باشگاه‌هایی که وی در آن ها بازی کرده‌است می‌توان به برافورد پارک، آلترینچام، گیلینگام، چسترفیلد، و برادفورد سیتی اشاره کرد.